# Кхандва (округ)
Кхандва (хинди खांडवा जिला; англ. Khandwa), прежние названия — Нимар (до 1956 года), Восточный Нимар (англ. East Nimar) — округ в индийском штате Мадхья-Прадеш. Образован в 1948 году. Административный центр — город Кхандва. Площадь округа — 10 776 км². По данным всеиндийской переписи 2001 года население округа составляло 1 078 251 человек. Уровень грамотности взрослого населения составлял 61,8 %, что немного выше среднеиндийского уровня (59,5 %). Доля городского населения составляла 26,8 %. В 2003 году из части территории округа Кхандва был образован новый округ Бурханпур. На территории округа расположено важное индуистское место паломничества Омкарешвар.